# Bolotene
Bolotene o   Bolótennoye (en ucraniano: Болотене, en ruso: Болотенное) es una aldea en el raión de Stanitsa Luganska del Óblast de Luhansk en Ucrania. Según el censo de 2001, el 91,95% de la población habla ruso del 5,75% ucraniano.